# Araneus cochise
Araneus cochise là một loài nhện trong họ Araneidae.
Loài này thuộc chi Araneus. Araneus cochise được Herbert Walter Levi miêu tả năm 1973.